# Carrie & Lowell
| Совокупная оценка    | Совокупная оценка |
| Источник             | Оценка            |
| -------------------- | ----------------- |
| AnyDecentMusic?      | 8.8/10            |
| Metacritic           | 90/100            |
| Оценки критиков      |                   |
| Источник             | Оценка            |
| AllMusic             | [ 3 ]             |
| The A.V. Club        | A                 |
| The Daily Telegraph  | [ 8 ]             |
| Entertainment Weekly | A−                |
| The Guardian         | [ 10 ]            |
| The Independent      | [ 11 ]            |
| NME                  | 9/10              |
| Pitchfork            | 9.3/10            |
| Rolling Stone        | [ 14 ]            |
| Spin                 | 8/10              |

Carrie & Lowell — седьмой студийный альбом американского автора-исполнителя и мультиинструменталиста Суфьяна Стивенса, изданный 31 марта 2015 года на лейбле Asthmatic Kitty. В отличие от предыдущего студийного альбома Стивенса, содержащего электронную музыку The Age of Adz, диск Carrie & Lowell мало инструментирован и отмечает возвращение исполнителя к инди-фолку. Альбом получил недельный предварительный просмотр на радиостанции NPR.
Альбом был многими изданиями назван одним из лучших в 2015 году, получил положительные отзывы критиков.
Альбом был инспирирован печальным событием в жизни Стивенса, смертью матери, которую звали Кэрри (Carrie) и в честь которой и её второго мужа Лоуэлла Брамса (Lowell Brams, отчима Стивенса) и был назван.

## История
Песни из альбома были записаны в 2014 году в офисе Стивенса Dumbo (Бруклин) и в студии Pat Dillett в Midtown (Manhattan). Некоторые из песен были также записаны в Орегоне, на Портлендской студии Flora Recording & Playback и на телефон iPhone в комнате отеля Klamath Falls. Несколько песен были также записаны в Oklahoma, на Norman студии Blackwatch Studios, и в Висконсине, на студии Eau Claire April Base Studios. Песни были вдохновлены смертью его матери Кэрри в 2012 году и семейными поездками в Орегон, которые они предпринимали в детстве Стивенса. Мать Стивенса, которая страдала от депрессии, шизофрении и токсикомании, бросила его, когда ему был год. По словам Стивенса, запись альбома помогла ему смириться с её смертью. В названии альбома также упоминается его отчим Лоуэлл, который помог основать звукозаписывающую компанию Стивенса, Asthmatic Kitty.

## Отзывы
Альбом получил положительные отзывы музыкальной критики и интернет-изданий: AllMusic, Pitchfork, Spin, The 405, Pitchfork, Exclaim!, The Boston Globe. Он получил 90 из 100 баллов на интернет-агрегаторе Metacritic.
| Публикация    | Список                                  | Год  | Ранг |
| ------------- | --------------------------------------- | ---- | ---- |
| The A.V. Club | The 15 Best Albums of 2015              | 2015 | 3    |
| The A.V. Club | The 50 Best Albums of the 2010s         | 2019 | 15   |
| The Guardian  | The 50 Best Albums of 2015              | 2015 | 2    |
| The Guardian  | The 100 Best Albums of the 21st Century | 2019 | 37   |
| Musica Neto   | The 100 Best Albums of 2015             | 2015 | 1    |
| NME           | NME’S Albums of the Year 2015           | 2015 | 24   |
| Pitchfork     | The 50 Best Albums of 2015              | 2015 | 6    |
| Pitchfork     | Readers' Top 50 Albums                  | 2015 | 2    |
| Pitchfork     | The 200 Best Albums of the 2010s        | 2019 | 17   |
| HMV           | Best of the Year 2015                   | 2015 | 1    |
| Rough Trade   | Albums of the Year 2015                 | 2015 | 12   |
| Stereogum     | The 50 Best Albums of 2015              | 2015 | 5    |
| OOR           | Album of the Year                       | 2015 | 1    |

## Коммерческий успех
Carrie & Lowell дебютировал на 10-м месте в американском хит-параде Billboard 200 с тиражом 53 тыс. альбомных эквивалентных единиц; из них 51 тыс. копий в первую неделю, а остальные единицы пришлись на стриминг и треки. Альбом также дебютировал на 10-м месте в Canadian Albums Chart с тиражом 4,400. К июлю 2015 году тираж Carrie & Lowell составил 105 тыс. копий в США, включая 44,9 тыс. на виниловых пластинках.
К июню 2017 года получил серебряную сертификацию British Phonographic Industry за тираж 60 тыс. единиц в Великобритании.

## Список треков
Все треки написаны Стивенсом.
1. «Death with Dignity» — 4:00
2. «Should Have Known Better» — 5:08
3. «All of Me Wants All of You» — 3:41
4. «Drawn to the Blood» — 3:18
5. «Eugene» — 2:26
6. «Fourth of July» — 4:40
7. «The Only Thing» — 4:44
8. «Carrie & Lowell» — 3:14
9. «John My Beloved» — 5:03
10. «No Shade in the Shadow of the Cross» — 2:40
11. «Blue Bucket of Gold» — 4:44

## Участники записи
Музыканты
- Sufjan Stevens — вокал[45], гитара, микширование[46]
- Thomas Bartlett — вокал, микширование, фортепиано на «Should Have Known Better»[47]
- Sean Carey
- Casey Foubert
- Ben Lester
- Nedelle Torrisi
- Laura Veirs — бэквокал на «Should Have Known Better»[47]

Технический персонал
- Josh Bonati — мастеринг[46]
- Pat Dillett — микширование[46]
- Chad Copelin — звукозапись (на Black Watch)[46]
- Jarod Evans — звукозапись (на Black Watch)[46]
- Brian Joseph — звукозапись (April Base)[46]
- Tucker Martine — звукозапись (на Flora)[46]

## Carrie & Lowell Live
| Совокупная оценка | Совокупная оценка |
| Источник          | Оценка            |
| ----------------- | ----------------- |
| Metacritic        | 91/100            |
| Оценки критиков   |                   |
| Источник          | Оценка            |
| The Independent   | [ 49 ]            |
| Pitchfork         | 7.7/10            |
| Sputnikmusic      | [ 51 ]            |
| Under The Radar   | 7.5/10            |

Carrie & Lowell Live — это концертный альбом (продолжительностью 88 минут и 47 секунд), записанный в виде фильма и изданный 28 апреля 2017 на лейбле Asthmatic Kitty. Запись проходила в North Charleston Performing Arts Center, в Южной Каролине 9 ноября 2015 во время Carrie & Lowell Tour.

### Список треков
1. «Redford (For Yia-Yia and Pappou)» — 3:27
2. «Death with Dignity» — 4:07
3. «Should Have Known Better» — 6:04
4. «All of Me Wants All of You» — 6:30
5. «John My Beloved» — 5:49
6. «The Only Thing» — 5:42
7. «Fourth of July» — 6:41
8. «No Shade in the Shadow of the Cross» — 3:34
9. «Carrie & Lowell» — 4:38
10. «Drawn to the Blood» — 4:27
11. «Eugene» — 2:52
12. «Vesuvius» — 8:14
13. «Futile Devices» — 3:36
14. «Blue Bucket of Gold» — 5:35
15. «Blue Bucket Outro» — 12:46
16. «Hotline Bling» (кавер песни Дрейка, при участии Gallant) — 4:44

## Хит-парады (Carrie & Lowell)

### Еженедельные чарты
| Чарт (2015)                            | Высшая позиция |
| -------------------------------------- | -------------- |
| Австралия (ARIA)                       | 11             |
| Австрия (Ö3 Austria)                   | 68             |
| Бельгия/Фландрия (Ultratop)            | 10             |
| Бельгия/Валлония (Ultratop)            | 33             |
| Нидерланды (Album Top 100)             | 6              |
| Финляндия (Suomen virallinen lista)    | 38             |
| Франция (SNEP)                         | 50             |
| Германия (Media Control)               | 51             |
| Новая Зеландия (RMNZ)                  | 27             |
| Норвегия (VG-lista)                    | 9              |
| Португалия (AFP)                       | 18             |
| Испания (PROMUSICAE)                   | 30             |
| Швеция (Sverigetopplistan)             | 27             |
| Швейцария (Schweizer Hitparade)        | 29             |
| Великобритания (UK Albums Chart)       | 6              |
| США (Billboard 200)                    | 10             |
| США (Billboard Independent Albums)     | 1              |
| США (Billboard Top Alternative Albums) | 2              |
| США (Billboard Folk Albums)            | 1              |
| США (Billboard Top Rock Albums)        | 2              |
| США (Billboard Top Tastemaker Albums)  | 1              |

### Годовые итоговые чарты
| Чарт (2015)                           | Позиция |
| ------------------------------------- | ------- |
| Нидерланды (MegaCharts)               | 98      |
| США Independent Albums (Billboard)    | 14      |
| США Alternative Albums (Billboard)    | 26      |
| США Americana/Folk Albums (Billboard) | 9       |
| США Top Rock Albums (Billboard)       | 37      |
| США Tastemakers (Billboard)           | 3       |

## Сертификации
| Регион                                                                      | Сертификация | Продажи |
| --------------------------------------------------------------------------- | ------------ | ------- |
| Дания (IFPI Danmark)                                                        | Золотой      | 10 000  |
| Великобритания (BPI)                                                        | Золотой      | 100 000 |
| Данные о продажах + прослушиваниях приведены только на основе сертификации. |              |         |